# 열린음악회
《열린음악회》는 KBS 1TV에서 매주 일요일 저녁 6시에 방송되고 있는 음악 프로그램이다.

## 기획 의도
1993년부터 대한민국 음악 쇼를 이끌어 온 음악 프로그램이다.

## 방송 시간
.
.

| 방송 채널 | 방송 기간                         | 방송 시간                  |
| --------- | --------------------------------- | -------------------------- |
| KBS 1TV   | 1993년 5월 2일 ~ 1999년 10월 17일 | 매주 일요일 저녁 7시 ~ 8시 |
| KBS 1TV   | 1999년 10월 24일 ~ 현재           | 매주 일요일 저녁 6시 ~ 7시 |

## MC
| 남성 진행자 | 여성 진행자 | 진행 기간                          |
| ----------- | ----------- | ---------------------------------- |
| 윤형주      | 빈칸        | 1993년 5월 9일 ~ 1993년 10월 17일  |
| 윤형주      | 이지연      | 1993년 5월 23일 ~ 1993년 9월 12일  |
| 빈칸        | 유정아      | 1993년 9월 19일 ~ 1994년 3월 20일  |
| 빈칸        | 정은아      | 1994년 4월 10일 ~ 1994년 10월 10일 |
| 유인촌      | 장은영      | 1994년 10월 16일 ~ 1995년 4월 30일 |
| 빈칸        | 장은영      | 1995년 5월 7일 ~ 1997년 3월 9일    |
| 손범수      | 장은영      | 1995년 5월 14일 ~ 1997년 3월 2일   |
| 빈칸        | 황현정      | 1997년 3월 16일 ~ 1998년 10월 11일 |
| 빈칸        | 황수경      | 1998년 10월 18일 ~ 2001년 9월 2일  |
| 빈칸        | 장혜원      | 2001년 9월 9일 ~ 2001년 11월 25일  |
| 빈칸        | 김경란      | 2004년 9월 5일 ~ 2006년 11월 19일  |
| 빈칸        | 박사임      | 2008년 3월 2일 ~ 2008년 7월 13일   |
| 빈칸        | 이현주      | 2015년 4월 12일 ~ 2023년 9월 10일  |
| 빈칸        | 박소현      | 2023년 9월 17일 ~ 현재             |

## 역대 프로듀서
- 박해선(1대 프로듀서, 최초 기획, 前 KBS 예능센터장, 現 박스미디어 대표 등)
- 이문태(前 KBS 예능센터장)
- 오세영(前 KBS 예능센터장)
- 하원(前 KBS 예능센터장)
- 조현아(前 KBS 예능센터장)
- 김경식(前 KBS 예능센터 CP)
- 김충(前 KBS 예능센터 CP)
- 한경천(現 KBS 예능센터장)
- 양동일
- 정미영
- 송준영
- 한동규
- 임덕순
- 김성
- 김종윤
- 고원석
- 오정근
- 하태석
- 조성호
- 김진환
- 이선민
- 유정아

## 역대 악단장
| 악단장 | 재임 기간       |
| ------ | --------------- |
| 김강섭 | 1993년 ~ 1995년 |
| 정성조 | 1995년 ~ 2005년 |
| 김대우 | 2005년 ~ 2019년 |
| 송태호 | 2019년 ~ 2022년 |
| 박상현 | 2022년 ~ 현재   |

## 논란

### '이병철 기념' 열린음악회
2010년 3월 27일에 부산광역시 센텀시티에서 녹화되었던 해당 공연의 초대권에 '호암 이병철 회장 탄생 100주년 기념'이라는 문구가 들어갔다. KBS 예능본부 측에선 프로그램 운영을 총괄하는 책임프로듀서(CP)와 담당 프로듀서(PD)를 징계 조치하였으며, 이 공연이 "부산시민을 위한 음악회"였다고 해명하였다. 해당 공연은 당초 4월 4일에 방송될 예정이었지만 천안함 침몰 사건의 여파로 인해 추모 정국을 고려하여 한 달 뒤인 5월 9일에 뒤늦게 방송되었다.

## 편성 변경 및 결방 사유
1993년
- 8월 8일 : 제3회 세계 청소년 여자농구 선수권대회 3/4위전 중계방송으로 인한 결방

1995년
- 9월 3일 : 제22회 한국방송대상 시상식 편성으로 인한 결방

1997년
- 3월 2일 : 1998 프랑스 FIFA 월드컵 아시아 지역 1차예선 《대한민국 VS 태국》 중계방송으로 인한 결방
- 8월 10일 : 나이키 초청 브라질 월드투어 《대한민국 VS 브라질》 중계방송으로 인한 결방
- 8월 16일 : 특별생방송 《제2의 건국 새롭게 힘차게》 편성으로 인한 결방

1998년
- 9월 27일 : 98 경주 세계문화엑스포 경축쇼 《천년의 문화, 천년의 책》 편성으로 인한 결방
- 10월 25일 : 캠페인쇼 웰컴 투 코리아 《작은친절 아름다운 한국》 편성으로 인한 결방
- 11월 1일 : 88 장애인 올림픽 10주년 특별공연 《사랑으로 세계를》 편성으로 인한 결방
- 11월 22일 : 특집 《한.미 친선을 위한 우정의 콘서트》 편성으로 인한 결방
- 11월 29일 : 한중 문화교류 특별공연 편성으로 인한 결방
- 12월 6일 : 세계인권선언 50주년 기념 특별공연 《자유, 평등 그리고 사랑》 편성으로 인한 결방
- 12월 13일 : 1998 방콕 아시안 게임 중계방송으로 인한 결방

1999년
- 2월 21일 : 김대중 대통령 국민과의 대화 편성으로 인한 결방
- 4월 18일 : 99 런던마라톤 중계방송으로 인한 결방
- 4월 25일 : 해병대 창설 50주년 특별공연 《국민과 함께, 해병대와 함께》 편성으로 인한 결방
- 5월 15일 : 청소년을 위한 특별공연 《맑고 밝고 바르게》 편성으로 인한 결방
- 6월 26일 : 백범 서거 50주년 나라사랑 음악회 편성으로 인한 결방
- 7월 18일 : 방학특선영화 《프리 윌리》 편성으로 인한 결방
- 9월 26일 : 특별공연 《책으로 여는 세상》 편성으로 인한 결방

2000년
- 2월 6일 : 제1회 한중가요제 편성으로 인한 결방
- 4월 9일 : 아시안컵 축구 6조 예선 《대한민국 VS 미얀마》 중계방송으로 인한 결방
- 9월 17일 ~ 10월 1일 : 2000 시드니 하계 올림픽 중계방송으로 인한 결방

2001년
- 1월 14일 : 제2회 한중가요제 편성으로 인한 결방
- 5월 20일 : 대구 월드컵경기장 개장기념 축구 친선경기 《성남 일화 VS 브라질 산토스》 중계방송으로 인한 결방
- 12월 9일 : 2002 제주월드컵경기장 개장기념 한미 국가대표 축구 《대한민국 VS 미국》 중계방송으로 인한 결방
- 12월 16일 : 제3회 한중가요제 편성으로 인한 결방

2002년
- 3월 3일 : 공사창립특집 《이제는 월드컵이다》 편성으로 인한 결방
- 5월 26일 : 축구 국가대표 평가전 《대한민국 VS 프랑스》 중계방송으로 인한 결방
- 6월 2일 ~ 6월 9일 : 2002 한일 FIFA 월드컵 중계방송으로 인한 결방
- 6월 30일 : 2002 한일 FIFA 월드컵 폐막식과 결승전 《브라질 VS 독일》 중계방송으로 인한 결방
- 8월 11일 : 프로축구 K리그 《전남 드래곤즈 VS 대전 시티즌》 중계방송으로 인한 결방
- 8월 18일 : 프로축구 K리그 《부산 아이콘스 VS 포항 스틸러스》 중계방송으로 인한 결방
- 9월 29일 : 2002 부산 아시안 게임 개회식 중계방송으로 인한 결방
- 10월 6일 ~ 10월 13일 : 2002 부산 아시안 게임 중계방송으로 인한 결방
- 11월 3일 : KBS 국악관현악단 UN연주회 편성으로 인한 결방

2003년
- 1월 19일 : 제4회 한중가요제 편성으로 인한 결방
- 6월 8일 : 월드컵 1주년 국민축제 다시 하나되는 그날 《오! 필승 코리아》 편성으로 인한 결방
- 8월 31일 : 특집 《남북공동 문화예술 행사》 편성으로 인한 결방
- 12월 21일 : 제5회 한중가요제 편성으로 인한 결방

2004년
- 10월 10일 : 제6회 한중가요제 편성으로 인한 결방

2005년
- 8월 14일 : 광복 60년 특집 통계 버라이어티 - 통통 코리아 편성으로 인한 결방
- 8월 21일 : 2005 프로축구 K리그 올스타전 중계방송으로 인한 결방
- 11월 27일 : 제7회 한중가요제 편성으로 인한 결방

2006년
- 3월 5일 : KBS 79주년 특집 3 디바 콘서트 《양희은, 인순이, 주현미 등》 편성으로 인한 결방
- 7월 16일 : KBS 뉴스특보 - 태풍 에위니아 긴급 편성으로 인한 결방
- 11월 19일 : 제8회 한중가요제 편성으로 인한 결방
- 12월 31일 : KBS 새해맞이 특별생방송 《가는해 오는해》 편성으로 인한 결방

2007년
- 12월 9일 : 제9회 한중가요제 편성으로 인한 결방

2008년
- 7월 27일 : 람사르총회 개최기념 그린콘서트 편성으로 인한 결방
- 8월 10일 : 2008년 베이징 하계 올림픽 중계방송으로 인한 결방
- 10월 26일 : 제10회 한중가요제 편성으로 인한 결방

2009년
- 8월 23일 : 故 김대중 前 대통령 애도 기간으로 인한 결방
- 11월 1일 : 제11회 한중가요제 편성으로 인한 결방

2010년
- 3월 7일 : 2010 밴쿠버 동계 올림픽 선수단 환영 국민대축제 편성으로 인한 결방
- 4월 4일 ~ 4월 18일 : 천안함 침몰 사건으로 인한 결방
- 8월 15일 : 광복절 기획 《광화문 복원 경축음악회》 편성으로 인한 결방
- 11월 14일 : 2010 광저우 아시안 게임 중계방송으로 인한 결방
- 11월 28일 : 2010 광저우 아시안 게임 선수단 귀국 환영회와 스포츠 특집 《대한민국 아시안 게임 영광의 14일》 편성으로 인한 결방
- 12월 12일 : 제12회 한중가요제 편성으로 인한 결방

2011년
- 7월 17일 : KBS 교향악단 국회 연주회 편성으로 인한 결방
- 8월 28일 ~ 9월 4일 : 2011 대구 세계육상선수권대회 중계방송으로 인한 결방
- 11월 20일 : 제13회 한중가요제 편성으로 인한 결방

2012년
- 1월 8일 : 2012 신년음악회 편성으로 인한 결방
- 3월 4일 : 특집 콘서트 《송창식, 장사익, 인순이 등의 특별한 만남》 편성으로 인한 결방
- 7월 22일 : 특집 《축제의 바다 여수엑스포에 가다》 편성으로 인한 결방
- 7월 29일 ~ 8월 5일 : 2012 런던 하계 올림픽 중계방송으로 인한 결방
- 9월 2일 : 한중수교 20주년 한중가요제 편성으로 인한 결방
- 10월 21일 : ABU TV Song 페스티벌 편성으로 인한 결방

2013년
- 1월 6일 : 신년 특집 2013 KBS 희망음악회 편성으로 인한 결방
- 3월 3일 : 공사 창립 특집 2013 빅 콘서트 편성으로 인한 결방
- 12월 15일 : 제15회 한중가요제 편성으로 인한 결방

2014년
- 2월 2일 : 설 특집 이산가족 콘서트 《꿈엔들 잊으리오》 편성으로 인한 결방
- 2월 9일 : 2014 소치 동계 올림픽 중계방송으로 인한 결방
- 3월 2일 : 공사 창립 특집 《K-POP, 국악에게 길을 묻다》 편성으로 인한 결방
- 4월 20일 ~ 6월 22일 : 세월호 침몰 사고 여파, KBS 파업, 미주 이민 111주년 기념 《LA 코리아 페스티벌》 편성 등으로 인한 결방
- 9월 21일 : 2014 인천 아시안 게임 경기 중계방송으로 인한 결방
- 12월 14일 : 제16회 한중가요제 편성으로 인한 결방

2015년
- 1월 11일 : 2015 신년음악회 편성으로 인한 결방
- 7월 26일 ~ 9월 6일 : 황금의 펜타곤 3 편성으로 인한 결방
- 11월 22일 : 故김영삼 前 대통령 서거 관련 KBS 뉴스특보 편성으로 인한 결방
- 12월 6일 : 제17회 한중가요제 편성으로 인한 결방

2016년
- 1월 10일 : 2016 신년음악회 《청년의 열정, 문화로 통일을 꿈꾸다!》 편성으로 인한 결방
- 5월 1일 : 제37회 근로자 가요제 편성으로 인한 결방
- 9월 25일 : 2018 평창 동계 올림픽 성공 기원 K-POP 페스티벌 편성으로 인한 결방
- 10월 30일 : 특별생방송 2016 행복학교 박람회 편성으로 인한 결방
- 12월 25일 : 성탄 특집 《사랑 나눔의 희망 음악회》 편성으로 인한 결방

2017년
- 3월 12일 : 박근혜 前 대통령 탄핵 관련 KBS 뉴스특보 편성으로 인한 결방
- 5월 28일 : 가정의 달 특별 기획 《이미자 빅 쇼 스페셜》 편성으로 인한 결방
- 9월 10일 : 세계자연유산 등재 10주년 기념 편성으로 인한 결방
- 11월 5일 : 한국-베트남 수교 25주년 우정슈퍼쇼 편성으로 인한 결방
- 12월 3일 ~ 12월 17일 : KBS 파업으로 인한 결방
- 12월 24일 : 성탄 특집 다큐멘터리 《당신이 선물입니다》 편성으로 인한 결방

2018년
- 1월 7일 : 신년 특집 《희망의 푸른 빛》 편성으로 인한 결방
- 1월 14일 : 2018 신년음악회 편성으로 인한 결방
- 8월 19일 : 2018 자카르타-팔렘방 아시안 게임 중계방송으로 인한 결방
- 10월 28일 : 2018 세계공영방송 서울총회 평화음악회 편성으로 인한 결방

2019년
- 1월 20일 : 2019 신년음악회 편성으로 인한 결방
- 6월 30일 : KBS 뉴스특보 - 남북미 정상 판문점 만남 편성으로 인한 결방
- 8월 4일 : 3.1운동 100주년 특집 《아리랑 로드》 편성으로 인한 결방
- 9월 22일 : KBS 뉴스특보 - 태풍 타파 편성으로 인한 결방
- 10월 27일 : 부마민주항쟁 40주년 기념음악회 편성으로 인한 결방
- 11월 24일 : 한·아세안 특별정상회의 기념 콘서트 《아세안 판타지아》 편성으로 인한 결방

2020년
- 1월 19일 : 2020 신년음악회 편성으로 인한 결방
- 1월 26일 : 2020 대한민국 가수대축제 편성으로 인한 결방
- 4월 19일 ~ 5월 3일 : 코로나19 확산으로 인해 사회적 시국을 고려해 스페셜 방송으로 대체
- 6월 14일 : 6.15 남북공동성명 20주년 기념공연 《평화음악회 - 길을 걷다》 편성으로 인한 결방
- 8월 2일 : 우리, 다시 호프 프롬 코리아 스페셜 편성으로 인한 결방
- 8월 9일 : 글로벌 다큐멘터리 편성으로 인한 결방

2021년
- 1월 17일 : 2021 신년음악회 편성으로 인한 결방
- 2월 14일 : 2021 대한민국 가수대행진 《우리함께 다시》 편성으로 인한 결방
- 6월 13일 : 2021 평화음악회 편성으로 인한 결방
- 8월 15일 : 8.15 특별기획 《해양영토 더 큰 대한민국》 편성으로 인한 결방

2022년
- 1월 16일 : 2022 신년음악회 편성으로 인한 결방
- 2월 13일 : 2022 베이징 동계 올림픽 <바이애슬론 여자 추적> 중계방송으로 인한 결방
- 6월 26일 : 《2022 평화콘서트 - 우리, 이 곳에서》 편성으로 인한 결방
- 10월 16일 : 열린음악회 경찰의 날 특집으로 방송
- 10월 30일 : 이태원 압사사고 관련 KBS 뉴스특보 편성으로 인한 결방

2023년
- 4월 2일 : 산불 관련 KBS 뉴스특보 편성으로 인한 결방
- 5월 7일 : 한일정상회담 관련 KBS 뉴스특보 편성으로 인한 결방
- 7월 16일 : 집중호우 관련 KBS 뉴스특보 편성으로 인한 결방에 따라 다큐 인사이트 재방송으로 대체
- 9월 24일 ~ 10월 1일 : 추석 연휴와 《2022 항저우 아시안 게임》 편성으로 인한 결방

2024년
- 1월 14일 : 2024 신년음악회 편성으로 인한 결방
- 12월 8일 : 윤석열 정부 비상계엄 뉴스특보 편성으로 인한 결방.
- 12월 29일 : 무안 제주항공 여객기 추락 참사 관련 KBS 뉴스특보 편성으로 인해 결방

2025년
- 7월 20일 : 집중호우 관련 대체 편성으로 결방

## 수상 경력
- 1994년 제30회 백상예술대상 TV부문 쇼부문상
- 1994년 제21회 한국방송대상 T연예오락부문 대상
- 2002년 제29회 한국방송대상 개인상 (아나운서) - 황수경
- 2006년 KBS 연예대상 최우수 음악프로그램상
- 2010년 KBS 연예대상 쇼·오락 MC부문 여자 최우수상 - 황수경
- 2023년 KBS 연예대상 방송작가상 (양영미)
- 2025년 3월 열린음악회 수상작가 (남자)